# 棚橋俊仁
棚橋 俊仁（たなはし としひと、1965年6月17日 - ）は、日本の実業家、株式会社キングコーポレーション代表取締役社長。

## 人物・経歴
1965年6月17日生まれ。愛知県名古屋市出身。1988年3月、立教大学法学部法学科卒業。同年4月、王子製紙株式会社に入社。
2002年7月、王子製紙を退職。株式会社キングコーポレーションに入社し、社長室長に就任。同年10月、同社取締役社長室長。
2005年11月、同社常務取締役。2019年、同社専務取締役。2022年11月、同社代表取締役社長に就任。